# 昭和航空
昭和航空株式会社（しょうわこうくう）は、かつて大阪府八尾市の八尾空港に拠点をおいていた航空会社で、全日本航空事業連合会の会員であった。

## 概要
1968年に創業。遊覧飛行、航空測量、航空写真撮影などの事業を行っていた。
2013年1月25日に大阪地方裁判所へ自己破産を申請し、同年2月3日に破産手続き開始。6月17日に破産手続きが終了した。

## 保有機材
- セスナ式404型機、同、C172型機(JA3652)
- フェアチャイルド・スウェリンジェンSA226AT[要出典]

## 恵那山小型航空機墜落事故
2007年11月19日、岐阜県中津川市の恵那山の山頂付近に、昭和航空所属の小型機、セスナ404（機体番号:JA5257）が墜落した事故。
小型機には機長、整備士、航空測量員の3名が搭乗し、事故により機長と航空測量員が死亡し、整備士が重傷を負った。同機は航空測量を行うために名古屋飛行場（小牧空港）を離陸。雲に覆われた恵那山の山頂に連なる峰に向かっていたところ、回避操作をせずに飛行を継続したことから峰にあった立木に衝突し墜落、大破した。事故調査を行った運輸安全委員会は衝突前に雲の中に入った可能性を否定していないが、雲のある方向に飛行を継続した理由は判明しなかったとした。